# Strassburgi Szent Aurélia
Strassburgi Szent Aurélia (? – Strasbourg, 313 előtt október 15.) a római katolikus egyház szentje, Strasbourg és Bregenz védőszentje.

## Története
10. századi hiteles dokumentumok bizonyítják létezését. Strasbourg falain kívül,  egy Szent Auréliának ajánlott templom utal a sokkal korábbi időkre. Egy ott található kripta őrizte a nép által igen tisztelt szent ereklyéit, akit a középkorban a láz ellen hívtak segítségül. A 11. századtól a város plébániatemploma a reformáció idején a lutheránusok kezére került, akik 1524-ben a szent sírját meggyalázták, maradványait szétszórták, azonban máig élő kultuszát nem sikerült megtörniük. Ezek a hírek Walafrido Strabone elbeszéléseiből ismerhetők meg, aki szerint Szent Kolumbán, Zuscenilből követője, Szent Gál társaságában, Bregenzbe érkezve, a Boden-tón (610–11) egy Szent Auréliának ajánlott rossz állapotban lévő szentélyt talált. Ezután Kolumbán ünnepélyes keretek között, újraszentelte a korábban babonás pogány szertartásokkal megbecstelenített szentélyt. Miközben a nép körmenetet tartott a helyreállított templom körül, ő szenteltvízzel meghintette és megújította az „unxit altare et beatae Aureliae reliquias in eo collocavit” áldást. Ezzel feltámasztotta a szent ősi kultuszát.
Tekintélyes tudósok egyetértenek abban, hogy a strasbourgi és a bregenzi szent egy és ugyanaz a személy, ami abból következik, hogy Szent Kolumbián Aurélia relikviáinak a birtokában volt. Sőt, amikor a szent, Strasbourgot érintette Németország felé utaztában jutott hozzá Aurélia ereklyéihez, amelyeket azután Bergenzben, a helyreállított oltárnak ajándékozott.
De mindezen hírek, bár az Aurélia-kultusz hasznos tanúi, nem érdemesek arra, hogy felvilágosítsanak bennünket személyéről és életének eseményeiről. Másrészről az Aurélia élete által nyújtott történet, amely szerint a szent egyike volt Szent Orsolya tizenegyezer társnőjének, elfogadhatatlan. E szöveg szerint, amelynek a legrégebbi kiadása (1399), majd a strasbourgi egyházmegyei breviárium (1389) szerint is, amikor Aurélia Orsolya társaságában a Rajnán Bázelből Kölnbe utazott, erős lázba esett, és Strasbourgban kényszerült a hajóról leszállni három társával, név szerint: Einteth, Worbeth és Vilbeth. Aurelia nem gyógyult meg betegségéből, és meghalt ebben a városban.
Ünnepnapja, a Római Mártírológia szerint, október 15.